# Tritaeniopteron excellens
Tritaeniopteron excellens är en tvåvingeart som först beskrevs av Friedrich Georg Hendel 1915.  Tritaeniopteron excellens ingår i släktet Tritaeniopteron och familjen borrflugor.
Artens utbredningsområde är Taiwan. Inga underarter finns listade i Catalogue of Life.